# My Uncle Oswald
My Uncle Oswald è un romanzo per adulti scritto da Roald Dahl e pubblicato nel 1979.
Protagonista della storia è lo zio Oswald, personaggio apparso in precedenza nei racconti brevi The Visitor e Bitch, contenuti nel libro Switch Bitch dello stesso Dahl.